# Le Klub des 7
Le Klub des 7 est un collectif de hip-hop indépendant français. Il se compose initialement de six MCs et d'un disc jockey. Le Klub des 7 ne se compose plus que de six membres depuis le décès de Fredy K le 7 novembre 2007 lors d'un accident de moto. 

## Biographie
Le collectif rassemble des membres de Klub des Loosers, des Svinkels, et d’ATK. Le Klub des 7 publie son premier album éponyme le 26 mai 2006 au label Vicious Circle Records. L'album est basé sur la nostalgie, avec des titres comme À l'époque et J'ai grandi dans ça. La chanson La réunion secrète (seul titre où les six MC sont réunis) met en avant l'enfance : « Mais avant tout je vous demanderai de tendre la main et de prêter serment : « Je jure de ne jamais parler du Klub aux parents » ». La pochette dessinée par Florian Marrel, représente chacun des membres dans une photo de classe imaginaire, où ils pourraient avoir 10 ans.
Trois ans après la publication d'un premier album, un second intitulé La Classe de musique est publié le 25 mai 2009. Le nom « Klub des 7 » est conservé malgré le décès de Fredy K, qui est toujours compté comme membre. Le thème de l'enfance est également repris et est très présent tout au long de l'album. On remarquera la présence de Jonathan Lambert -ami avec qui Fuzati avait déjà travaillé auparavant- sur plusieurs titres de l'album, il y joue le rôle de l'institutrice, quelque peu névrosée. On remarquera aussi la présence de Yannick Zicot sur le titre En route et samplé sur le titre Non Monsieur.
En 2015, Fuzati, bloque la sortie d'un DVD intitulé Un jour peut-être. Remontée, l'équipe du film marque sur Facebook : « Merci à toi, Fuzati. Tu es le seul artiste qui nous a demandé des modifications du film suite à certains propos tenus que tu n’assumais plus. (…) Tu as coulé le Klub des 7, tu coules aujourd’hui le seul documentaire qui s’intéressait à ton histoire. »
Fuzati répond alors lui aussi sur Facebook : 
"Chers « réalisateurs »,
- quand lors de l’interview vous essayez de me filmer en scred sans mon masque et semblez plus intéressés par « les embrouilles du Klub des 7 » que par autre chose,
- quand vous m’envoyez un première version du documentaire avec des montages qui dénaturent complètement mes propos,
- quand vous utilisez la mort de Fredy K pour essayer de scénariser votre documentaire en faisant croire que son décès a mis fin à cette soi-disant « scène alternative » alors que Klub des 7 n’était qu’un side project , sorti bien après l’engouement médiatique pour cette « scène », et qu’il n’y aurait de toute façon même pas dû y avoir de second album,
- quand vous vous permettez de sortir le docu en VOD (alors que ce devait être un doc pour la TV, mais à ce jour, aucune chaîne ne semble en vouloir) sans même prendre la peine de nous contacter avant, Recordmakers et moi, pour gérer l’utilisation commerciale que vous faites de mes morceaux,
- quand vous lancez un kisskissbankbank en appâtant les gens avec mon nom et des sujets bien putassiers (Clash Fuzati/Orelsan), sans me contacter avant, et une fois encore sans contacter Recordmakers pour l’utilisation commerciale des morceaux,
(d'ailleurs si les 25 000€ que vous demandez sont réellement supposés couvrir les droits pour l’utilisation des morceaux ainsi que la fabrication, vous avez dû vous gourer dans vos calculs parce que fabriquer 5000 DVD (ce qui est beaucoup déjà pour un tel projet) ça coûte dans les 3500€ TTC et les droits pour l’utilisation des morceaux, c’étaient vraiment pas des grosses sommes)
faudrait peut être pas trop s’étonner qu’à un moment j’ai envie de ne plus rien avoir à faire avec votre projet.
Ps : Je n’ai aucun souci pour que vous mettiez le docu tel quel sur Youtube (gratuitement hein, pas de pub avant).
Bon weekend!"
Le film est alors disponible gratuitement sur Youtube. 

## Membres
- Fuzati (membre du Klub des loosers)
- Detect, DJ du groupe (membre du Klub des loosers)
- Gérard Baste (membre de Svinkels)
- James Delleck (Gravité Zéro)
- Le Jouage (membre de Hustla et Gravité Zéro)
- Cyanure (membre d'ATK)
- Fredy K (membre d'ATK, décédé le 7 novembre 2007 d'un accident de moto)

Fuzati, James Delleck, Detect et Cyanure ont déjà travaillé ensemble dans le collectif L'Atelier quelques années auparavant.